# Algorisme de deflació
L' algorisme de deflació  és un sistema de compressió de dades sense pèrdues que utilitza una combinació de l'algorisme LZ77 i la codificació Huffman. Va ser originalment definit per Phil Katz per a la versió 2 de la seva eina d'arxivament PKZIP, i va ser més tard especificat com RFC 1951.
L'algorisme deflació està lliure de tota mena de patents subsistents, i això, abans que expirés la patent de LZW (el qual és usat en el format de fitxer GIF), ha portat a la seva popularització i el seu ús en fitxers comprimits sota gzip i fitxers d'imatge PNG, a més del format de compressió ZIP per al qual va ser dissenyat originalment per Katz.
Es pot trobar codi font per a la compressió i descompressió utilitzant aquest algorisme en zlib, la biblioteca de compressió de propòsit general, disponible com codi obert.
AdvanceCOMP fa servir una implementació de l'algorisme deflació que permet recompressió de fitxers Gzip, PNG, MNG i ZIP per obtenir mides de fitxer menors que amb zlib.